# Ginette Hess-Skandrani
 (avril 2018).
Pour les articles homonymes, voir Hess.
Ginette Hess-Skandrani ou Ginette Skandrani, née le 9 janvier 1938 à Colmar, est une militante politique française, pro-palestinienne et antisioniste radicale. Elle fut un des membres fondateurs du Parti des Verts, dont elle a été exclue depuis, et fut inscrite sur la « liste antisioniste » de l'humoriste et militant antisémite Dieudonné pour les élections européennes de 2009. Elle est actuellement présidente de l'association « La Pierre et l'Olivier » et, depuis 2009, membre du bureau national du « Mouvement des damnés de l'impérialisme ».

## Activités politiques
Durant la guerre d'Algérie, Ginette Skandrani est « porteuse de valises », elle transportera des documents et des armes entre les frontières françaises, allemandes, et suisses et rejoint le FLN de Fribourg et de Francfort[source insuffisante].
Au sein des Verts, elle est chargée du soutien au peuple kanak contre les essais nucléaires dans le pacifique. Elle a participé au Comité pour le désarmement nucléaire en Europe (CODENE) et affirme être à l'origine de débats sur les questions de non-violence au sein du Parti Vert puis du mouvement Les Verts, notamment la sortie de l'Organisation du traité de l'Atlantique nord (OTAN). Elle a notamment signé l'Appel des 75, contre la guerre du Golfe, en octobre 1990.
En 1999, elle signe pour s'opposer à la guerre en Serbie la pétition « Les Européens veulent la paix », initiée par le collectif Non à la guerre.
Ginette Skandrani est présidente de l'association « La Pierre et l'Olivier », qui revendique la création d'un État palestinien musulman sur l'ensemble du territoire constitué par Israël et les Territoires palestiniens. Elle est aussi la coéditrice du pamphlet antisémite Manifeste judéo-nazi d'Ariel Sharon,.
Ginette Skandrani était dans l'entourage de précampagne de l'humoriste et militant antisémite Dieudonné pour l'élection présidentielle française de 2007. En 2009, elle rejoint Dieudonné sur sa liste antisioniste pour les élections européennes aux côtés de María Poumier, Yahia Gouasmi, et Alain Soral qu'elle critiquera par la suite pour son attitude.

## Controverses sur le négationnisme
Cofondatrice des Verts, elle en a été exclue en 2005 par le Conseil d'administration régional des Verts d'Île-de-France. Sa présence répétée dans des manifestations publiques aux côtés de négationnistes du génocide des Juifs tombe sous l'incrimination statutaire de « comportement de nature à porter atteinte à l'image des Verts ». Pour Patrick Farbiaz, membre du collège exécutif au moment de son exclusion : « Même si elle n'écrit pas elle-même, elle apparaît comme la cheville ouvrière d'un groupe de révisionnistes et d'antisémites avérés. » Certains de ses écrits sont repris sur le site négationniste Association des anciens amateurs de récits de guerre et d'holocauste (AAARGH) (interdit en France et rendu inaccessible par décision de justice). Elle participe au journal tunisien L'Audace édité par Slim Bagga qui a soutenu Roger Garaudy
Ginette Skandrani est mise en cause par ses opposants pour ses présences aux côtés du fondateur du Parti des musulmans de France, Mohamed Ennacer Latrèche et du négationniste Serge Thion, pour son soutien au Hamas, ainsi que son soutien à María Poumier. En octobre 2002, elle intervient (au titre de l'association « La Pierre et l'Olivier ») lors de la conférence organisée par le Parti des musulmans pour la fin de l'intervention occidentale en Irak avec Bernard Fischer (président de la coordination des collectifs Palestine d'Ile de France), Bernard Cornut (ingénieur spécialiste du proche et moyen orient et contributeur du site "Egalité et réconciliation" d'Alain Soral et un représentant du Hamas.[réf. nécessaire]
Les accusations à son encontre sont relayées par des organisations opposées à la politique israélienne. Pierre Stambul, président de l'Union juive française pour la paix, la décrit comme appartenant à un « courant antisémite d'extrême gauche » et lui reproche d'avoir « accusé Michel Warschawski et Olivia Zemor (en) d’être des agents du Mossad ». Dans un communiqué du 29 novembre 2004, l'association Coordination des appels pour une paix juste au Proche-Orient - EuroPalestine (CAPJPO-EuroPalestine) déclare à son sujet : « Ginette Skandrani, antisémite et négationniste connue, (...) se répand en propos dégoûtants sur des sites internet. » Toutefois, elle ne précise pas de quels propos de Ginette Skandrani il s'agit. Ariane Chemin, dans un article du quotidien Le Monde (22 février 2005) la définit comme « proche du négationniste tunisien Mondher Sfar ».
Le 26 décembre 2008, elle est présente au spectacle de Dieudonné au Zénith de Paris, au cours duquel il fait monter Robert Faurisson sur scène.
L'intéressée se défend d'être négationniste sur le site de l'ex-néonazi Michel Dakar et déclare qu’elle n’a « jamais été antisémite », seulement favorable à « un seul État démocratique en Israël-Palestine ».
Présidente de l'association « Entre la Plume et l'Enclume », opposée à la loi Gayssot réprimant le négationnisme, elle annonce comme profession de foi son intention de « taper sur les sionistes jusqu’à plus soif, à l’endroit, à l’envers, d’en haut, par en dessous, de travers, en les retournant dans tous les sens ». Le site internet de l'association accueille des textes d'auteurs négationnistes et publie des textes de soutien à la liberté d'expression des négationnistes, ainsi que l'adresse du comité de soutien à Vincent Reynouard.

## Faits divers
Au cours des années 2002-2003, Ginette Skandrani figure parmi une douzaine de personnalités menacées de mort pour leur engagement pro-palestinien[réf. souhaitée].
Selon un communiqué signé par Mondher Sfar, Skandrani est interpellée par la police le 4 juin 2006, après une manifestation de solidarité avec le peuple palestinien interdite pour préservation de l'ordre public. Des membres du bureau de la campagne électorale de Dieudonné auraient également été arrêtés.